# Duinen Goeree & Kwade Hoek
Das Fauna-Flora-Habitat-Gebiet Duinen Goeree & Kwade Hoek liegt im Westen der Insel Goeree-Overflakkee um die Ortschaften Ouddorp und Goedereede in der niederländischen Provinz Zuid-Holland. Das 16,2 km² große Schutzgebiet gehört zum europäischen Schutzgebietsnetz Natura 2000. Es umfasst die Dünenlandschaft an der Westküste der Insel sowie einen Teil des vorgelagerten Wattenmeeres. Vorherrschende Lebensraumtypen sind Graudünen und Braundünen mit Sanddorn.
Das FFH-Gebiet überschneidet sich teilweise mit dem gleichnamigen Vogelschutzgebiet und grenzt im Norden und Westen unmittelbar an das FFH- und Vogelschutzgebiet Voordelta und im Osten an das FFH- und Vogelschutzgebiet Haringvliet.
Das Gebiet wurde im Jahr 1998 FFH-Gebiet vorgeschlagen. 2004 erfolgte die Bestätigung als Gebiet gemeinschaftlicher Bedeutung (SCI) und 2008 die Ausweisung als Besonderes Erhaltungsgebiet (SAC).

## Schutzzweck

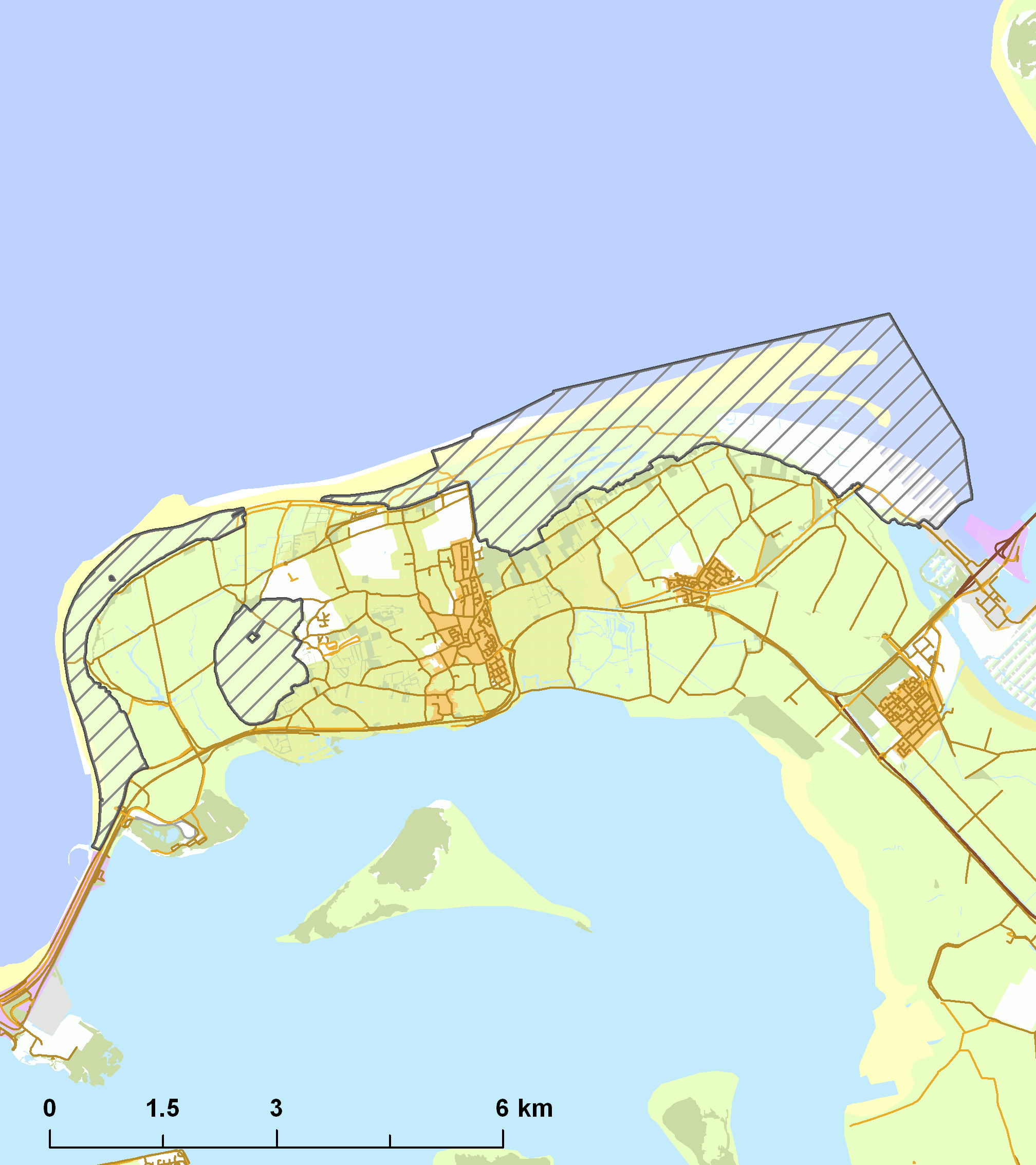
Karte des Schutzgebiets (schraffiert)

### Lebensraumtypen
Folgende Lebensraumtypen nach Anhang I der FFH-Richtlinie kommen im Gebiet vor; prioritäre Lebensraumtypen sind mit * gekennzeichnet:
| EU Code | * | Lebensraumtyp (offizielle Bezeichnung)                                                            | Fläche (ha) |
| ------- | - | ------------------------------------------------------------------------------------------------- | ----------- |
| 1110    |   | Sandbänke mit nur schwacher ständiger Überspülung durch Meerwasser (sublitorale Sandbänke)        | 85          |
| 1140    |   | Vegetationsfreies Schlick-, Sand- und Mischwatt                                                   | 319         |
| 1310    |   | Pioniervegetation mit Salicornia und anderen einjährigen Arten auf Schlamm und Sand (Quellerwatt) | 22.2        |
| 1330    |   | Atlantische Salzwiesen (Glauco-Puccinellietalia maritimae)                                        | 174         |
| 2110    |   | Primärdünen                                                                                       | 30,7        |
| 2120    |   | Weißdünen mit Strandhafer Ammophila arenaria                                                      | 72,4        |
| 2130    | * | Festliegende Küstendünen mit krautiger Vegetation (Graudünen)                                     | 286         |
| 2160    |   | Dünen mit Hippophaë rhamnoides                                                                    | 306         |
| 2170    |   | Dünen mit Salix repens ssp. argentea (Salicion arenariae)                                         | 0,15        |
| 2180    |   | Bewaldete Dünen der atlantischen, kontinentalen und borealen Region                               | 23,8        |
| 2190    |   | Feuchte Dünentäler                                                                                | 64,2        |
| 6430    |   | Feuchte Hochstaudenfluren der planaren und montanen bis alpinen Stufe                             | 22,4        |

### Arteninventar
Folgende Arten von gemeinschaftlichem Interesse sind für das Gebiet gemeldet (Prioritäre Arten sind mit * gekennzeichnet):
| EU Code | * | Art                    | wissenschaftlicher Name      | Artengruppe |
| ------- | - | ---------------------- | ---------------------------- | ----------- |
| 1014    |   | Schmale Windelschnecke | Vertigo angustior            | Schnecken   |
| 1364    |   | Kegelrobbe             | Halichoerus grypus           | Säugetiere  |
| 1340    | * | Nordische Wühlmaus     | Microtus oeconomus arenicola | Säugetiere  |
| 1365    |   | Seehund                | Phoca vitulina               | Säugetiere  |